# バート・オルプ
バート・オルプ (ドイツ語: Bad Orb, ドイツ語発音: [baːt ɔrp]) は、ドイツ連邦共和国ヘッセン州マイン＝キンツィヒ郡に属す市である。この保養都市は、ドイツ最大の森林地域の一つであるシュペッサルト自然公園の森に覆われた山間に位置する。シュリュヒテルンからシュペッサルト山地を通ってミルテンベルク近郊のグロースホイバッハに至る街道エーゼルヴェク（直訳すると「ロバの道」）がバート・オルプを通っていた。かつてはオルプの塩がこの街道を通ってマイン川の水運へ供されていた。
バート・オルプ近郊にはフランクフルトのシュールラントハイム・ヴェクシャイデがある。この施設は、1920年に旧オルプ軍事演習場跡に子供の体験型学習施設として設立されたもので、フランクフルトの基礎課程学校のほぼ全生徒がこれを利用している。

## 地理

### 隣接する市町村
バート・オルプは、北はヴェヒタースバッハおよびバート・ゾーデン＝ザルミュンスター、東は市町村に属さない地域であるグーツベツィルク・シュペッサルト、南はヨスグルント、西はビーバーゲミュントと境を接している。

## 歴史
この地域には、紀元前650年頃にはすでにケルト人が定住していた（アルテブルク環状塁）。ケルト人が塩分を含んだ鉱泉を知っていたかどうかは明らかではない。
最初の文献上の記録は、1050年になされた。この村は、ライネック伯（リーネック伯）が代官として統治していた皇帝領クローンギューテルンに属していた。1059年の土地台帳には、Orbaha および Orbbach と表記されている。
バート・オルプは1244年頃に都市権を得たが、これは貨幣鋳造権を伴っており、オルバー・ヘルプリングと呼ばれる硬貨が鋳造された。この頃から市壁や市門といった防衛施設が建造された。中世から近世の19世紀まで、多くの塩水泉から塩を精製する産業が街の景観を創り出していった。領土に関しては、初めマインツ選帝侯領に属し、世俗化後の1814年にバイエルン王国領、普墺戦争後の1866年にプロイセン王国領となった。

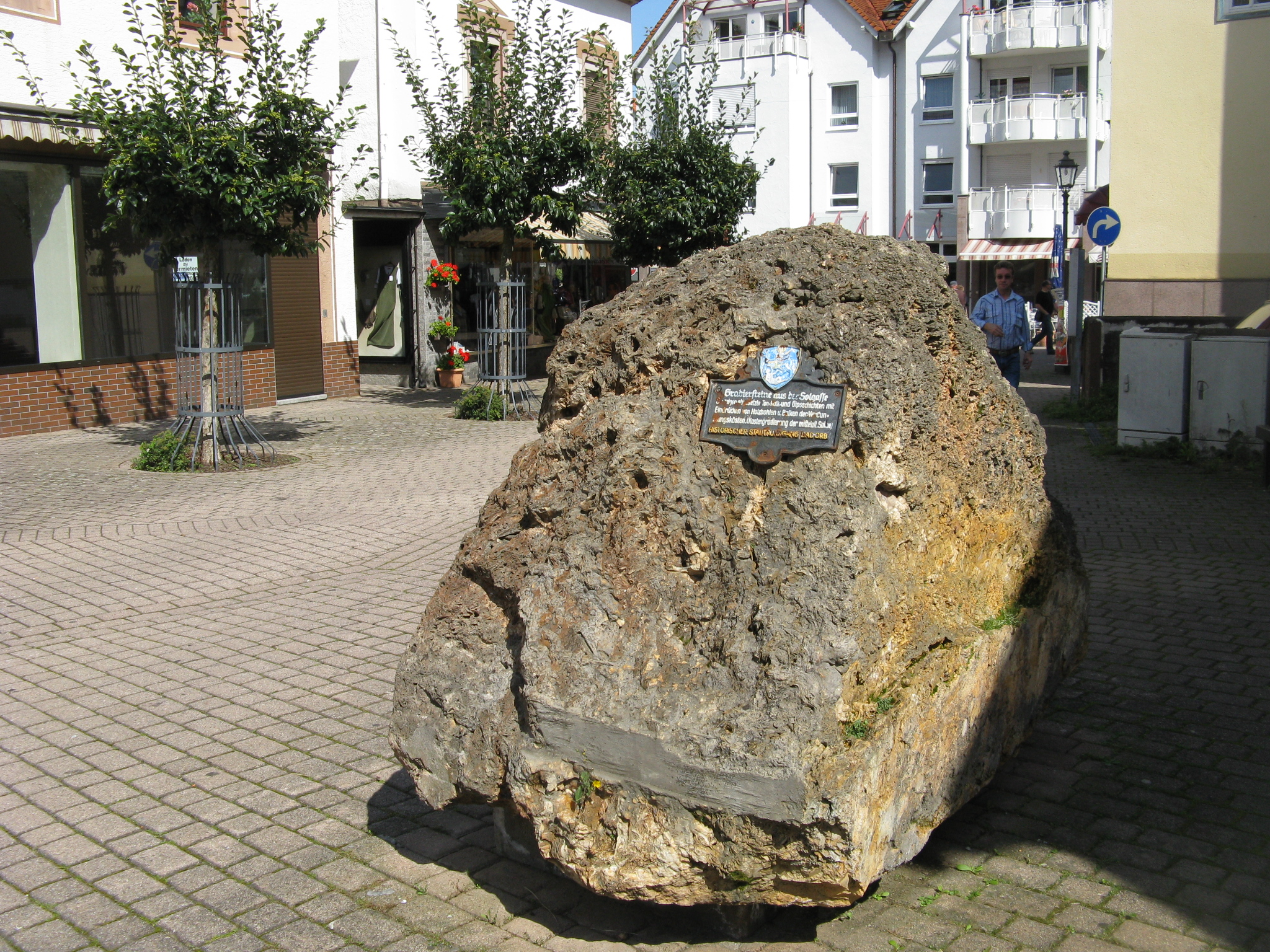
ゾルプラッツのグラディーアシュタイン

塩の精製は初め、市壁内の、現在のゾルプラッツ（直訳すると「塩水の広場」）で、塩水を煮沸釜で蒸発させ濃縮させることにより行われた。塩水の煮沸濃縮と精製には、初めはカステングラディールング法（直訳すると「箱による濃縮法」）が用いられた。大きな蒸発箱の中に、木製の板や角材を張り付けた粘土、石灰、石膏が層になったものが沈められ、いわゆるグラディーアシュタイン（沸石）となった。これらは、後に、家の基礎に利用された。その一つが2002年にバート・オルプのユダヤ人記念碑に転用された石である。1938年までゾルプラッツにはシナゴーグが存在していた。

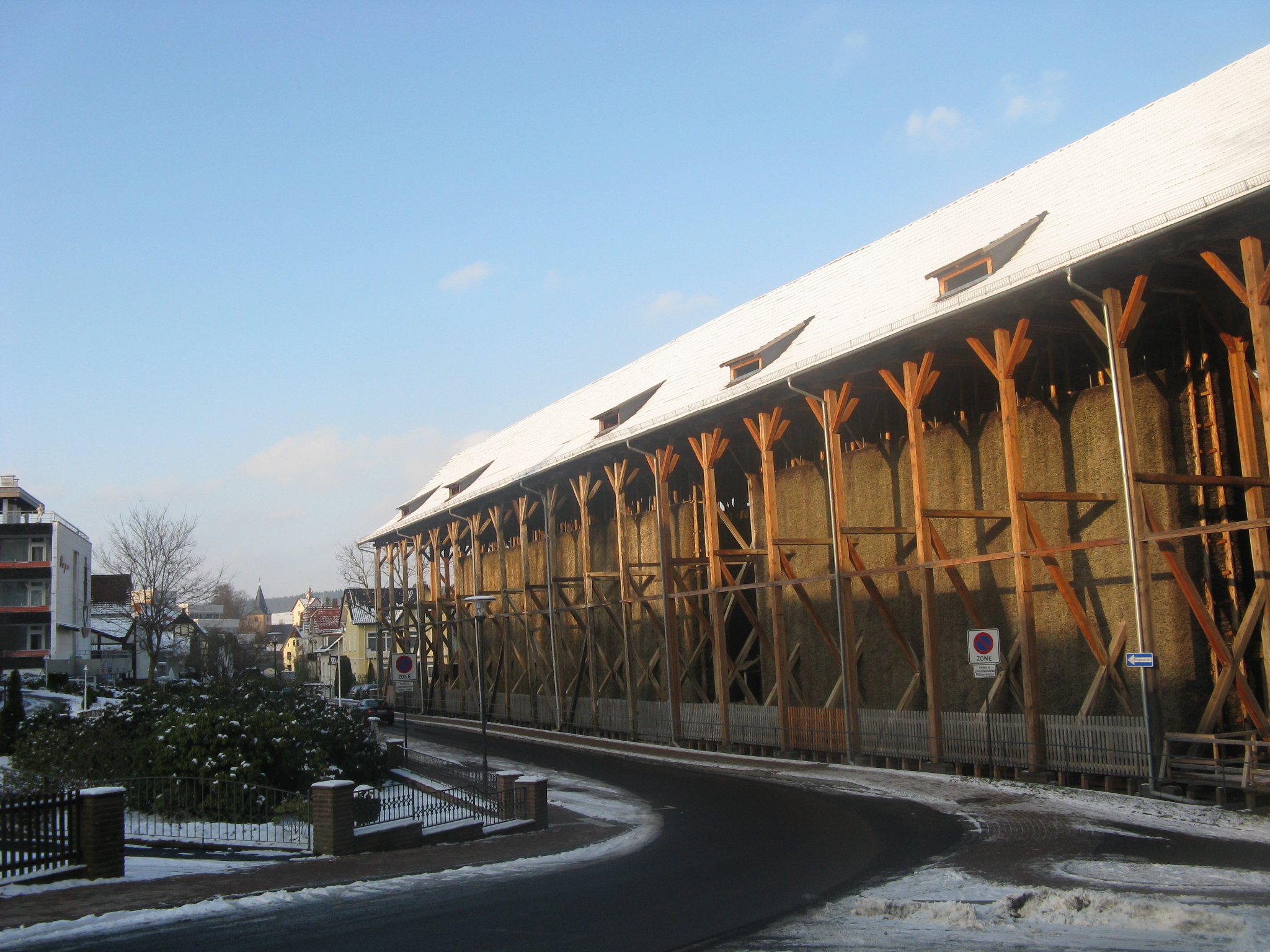
クアパークの枝条架装置

18世紀以降、カステングラディールング法は廃れていった。市壁の外、現在クアパークの敷地になっている場所に、濃縮所、塩倉庫、作業所、枝条架装置を備えた新しい製塩所が設けられた。枝条架装置は、煮沸の前に塩水を含んだ水をシュヴァルツドルン（サクラ属の低木）の小枝で作った流路に繰り返し流して濃縮・純化する全長 2,050 m に及ぶ装置である。この「白い黄金」の精製は、17世紀から18世紀に最盛期を迎え、年間 2,000トンの塩を生産するまでになった。
こうした小規模な源泉からの製塩業は、19世紀の初めには既に、工業生産品との競合にさらされ、採算が採れなくなっていった。そこで、天然の塩水をこれとは別の用途である医療目的に利用するという発想がなされた。エアフルト出身で1807年にバート・オルプにやって来た薬剤師のフランツ・レオポルト・コッホ（1782年 - 1850年）は、1837年に 8つの浴室を有する温水療養施設を設けた。この施設は、現存していない。1900年頃から専門の療養業者が創設された。1912年にカイザー・フリードリヒ浴場が建設されたが、この建物もやはり現存しない。
1909年から、バート・オルプは国公認の湯治場となった。衛生顧問官フランツ・ヨーゼフ・シェルフは、ヴァイマル共和国における心臓病の湯治場としての、この街の評判を確かなもとした。クアパークの入口に彼の記念碑が建立されている。
フリードリヒ・フーフナーゲル牧師とヴィルヘルム・フーフナーゲル医師の兄弟は、1884年に小児科の病院を設立した。この施設は1999年まで社会奉仕団体として運営されていた。この団体が解消された後、この病院は 2度転売された。現在（2012年）のシュペッサルト・クリニークは、子供と成人のクリニックである。

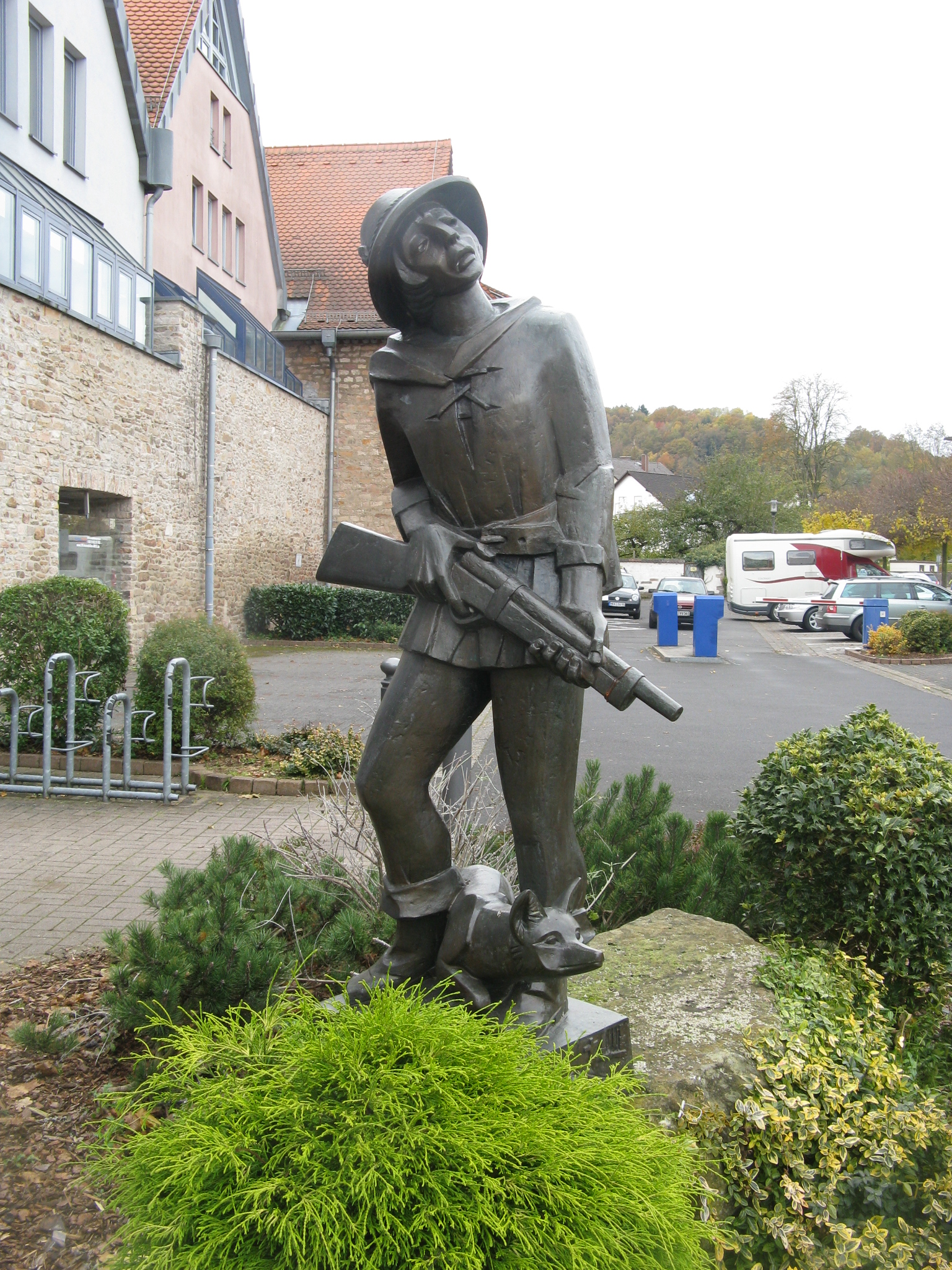
バート・オルプの銀行前に建つ強盗ペーター・フォン・オルプの銅像

### ペーター・フォン・オルプの伝説
アーダルベルト・フォン・ヘルラインのシュペッサルト民話集から、三十年戦争の時代にオルプ周辺で悪事を働き、貧民達から地元のロビン・フッドのように人気を集めた盗賊ペーター・フォン・オルプの物語が創られた。彼は役所に捕らえられ、モルケンベルクの監視塔に監禁され、絞首刑を宣告された。彼に飼い慣らされていたキツネが、主人の臭いをかぎつけ、彼のために塔の下を掘り抜いた。ペーター・フォン・オルプは一味を拡大し、逃走した。その後、彼は見つからなかった。だが、彼を救ったキツネは見つかった。キツネは撲殺され、主人を救うために掘った穴に埋められた。その穴の出口だった場所に「フックスシュタイン」（キツネの石）と呼ばれる重い石が置かれた。この石は、見張り塔の下に見ることができる。
街の中心の銀行前に、ハンス・プラッシュ作のペーター・フォン・オルプとキツネの銅像がある。バート・オルプ市の申し立てによれば、銀行を見守る盗賊の像はこれが唯一かもしれない、とのことである。

## 行政

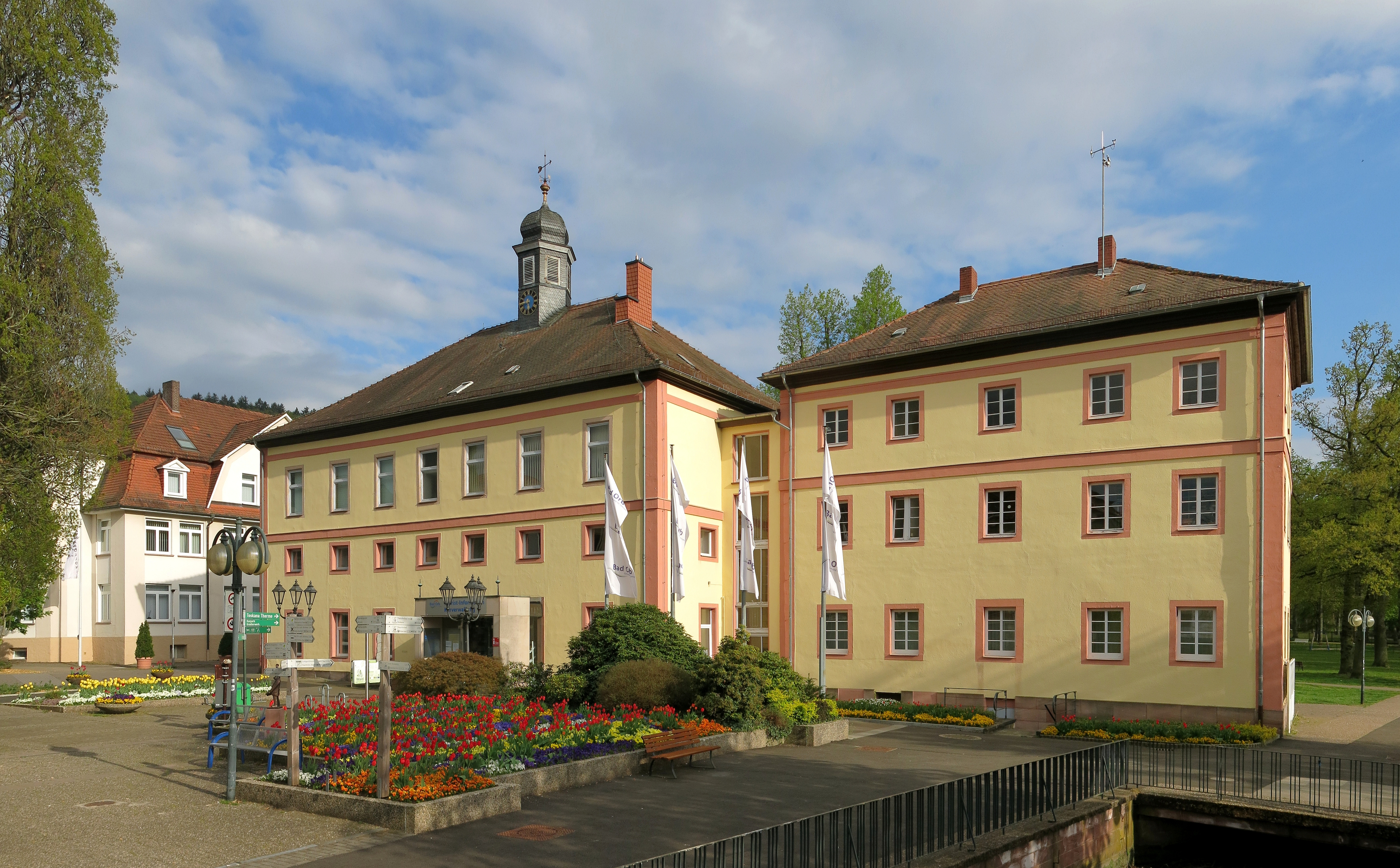
バート・オルプ市庁舎

### 市議会
バート・オルプ市の市議会は 31議席からなる。

### 紋章
紋章には聖マルティンが描かれている。この聖人はこの街の守護聖人であり、カトリック教会、学校、幼稚園、慈善養老院、カトリックの教区名にその名が冠されている。街の色は白と青である。

## 文化と見所

### 演劇
バート・オルプには、この地方では有名なクアテアターがある。ここでは定期的にコンサート、演劇、文化イベントが開催されている。また、毎年、演劇舞台グループ「ペーター・フォン・オルプ」の「ホルツホーフ演劇祭」が開催される。

### 博物館・美術館
バート・オルプ城の主館には郷土博物館がある。この博物館は歴史協会によって運営されており、市の歴史について展示している。

### 音楽
バート・オルプには、カルロス・クラウゼが運営するオペラアカデミー・バート・オルプとヤロスラフ・ビリクが指揮する南ヘッセン室内管弦楽団がある。バート・オルプは、ゲオルク・ヘンケルによって作曲された「Allheil Bad Orb im Spessartwald」（直訳すると「シュペッサルトの森の万能のバート・オルプ」）というタイトルの「オルプの歌」で讃えられている。
ドイツのロックバンド Rodgau Monotones は、1995年に、フランク・シナトラのヒット曲「ニューヨーク・ニューヨーク」のメロディーに、様々な疾患に苦しむ療養客の第2の故郷だとこの街の療養施設を皮肉った詞を付けた「バート・オルプ、バート・オルプ」というタイトルのシングルを発売した。

### サークル活動
最大のクラブは、2,000人以上の会員を擁する体操クラブ 1868 である。この他にも 80 以上のサークルが活動している・

### 施設
- バート・オルプ病院、ヴュルツブルガー通り7番地の専門医療センター
- シュペッサルト医療ネット eG
- 金属産業組合の教育訓練所
- 聖マルティン慈善養老院
- 神経・整形学リハビリセンター
- キュッペルスミューレ・リハビリテーションクリニック
- 連邦技術支援庁 (THW) の支所
- シュペッサルト＝クリニーク・バート・オルプ

### 建築

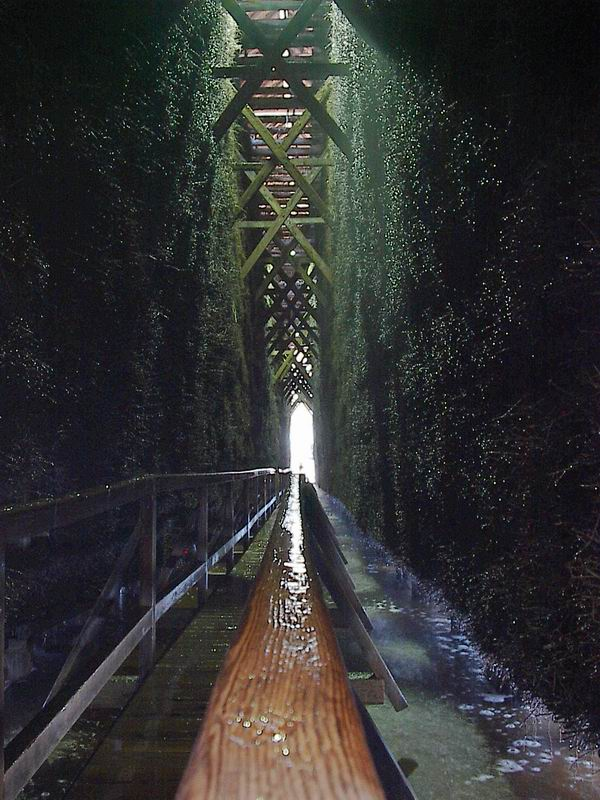
枝条架装置内の歩廊

#### 製塩所、療養施設
製塩業の最盛期には10基あった枝条架装置の1つがクアパークに、機能を保ち、中に人が入れる状態で保存されている。この枝条架装置は、2世紀以上前（1806年建造）のものである。長さ 158 m、高さ 18 m で、この街を訪れるゲストの外気吸入室として利用されている。この枝条架装置の周辺は、海洋性気候に似た塩分と湿度に保たれている。ヘッセン放送の番組「ヘッセンで最も愛されている観光地」（2007年）で、この枝条架装置は 2位に選ばれた。補修や保護は「枝条架装置友の会 e.V.」が行っている。その会員達は、この文化財を保全するための費用として 1997年以降 75万ユーロを集めた。総額の 1/3 は、どうしても必要だった2001年から2010年までの4カ所の技術上の補修に費やされた（2010年4月に完了した）。この装置は夏に稼働し、冬には休業している。療養目的で使用されるようになってから、枝条架装置には小さな石造りの小屋が付属している。1900年頃にはこの中に吸入室があった。
枝条架装置の他に、旧バート・オルプ製塩所に関連した歴史的建造物が 2 棟遺されている。1つはクアパークの端にある砂岩造りの旧税関、もう1つは旧市庁舎（1770年頃に建造され、現在はツーリストインフォメーション）でオルプ製塩所の管理棟として用いられていた。時計塔のある建物は、バイエルン時代には「ハウプトザルツアムト」（直訳すると「中央製塩局」）と呼ばれ、隣接する建物は製塩に関わる役人の官舎を兼ねた監査官役場として用いられた。
旧製塩工の居住区の南にあたる100年以上の歴史を持つ旧クアパークには、数多くの木組みの家が建ち並ぶ歴史的旧市街の東に位置している。音楽堂、図書館、温泉ホテルに隣接して2010年にオープンした「トスカーナ・テルメ」は現代的な建築で、伝統的な療養業からウェルネス・ツーリズムへの新しい指向性を示す市と業者の計画に基づいている。

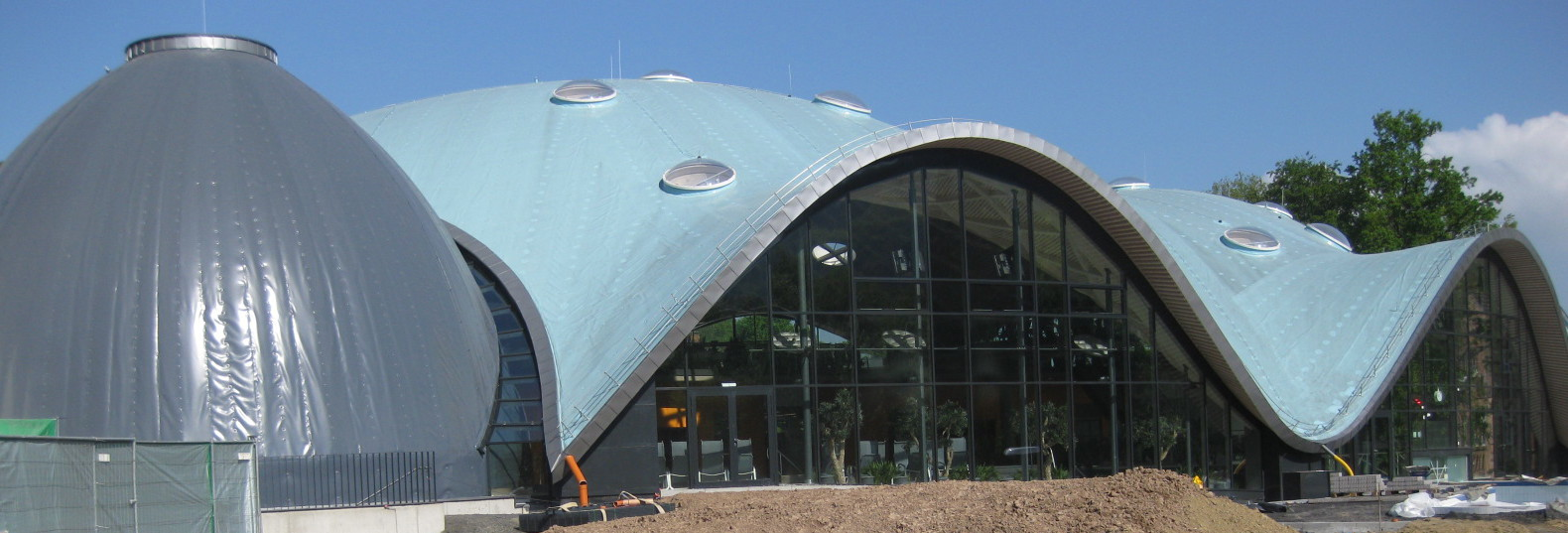
トスカーナ・テルメ

#### トスカーナ・テルメ
2008年から2010年に建築家アンドレアス・オレルツの設計に基づいて建設された支柱のない木造建築の浴場・サウナ施設で、その水面面積は 800 m2 に及ぶ。2010年5月2日にオープンしたこの温泉施設は、約 2,300万ユーロを費やし、バート・オルプの歴史上最大の投資であった。6つの浴場のうち5つには、32 ℃の温塩水が供給されている。「リキッド・サウンド・テンペル」では、水中音楽を聴くことができる。ドーム内の水中照明、室内照明、光の曼荼羅は様々な色の光の効果を発揮し、夜のバート・オルプの暗さを睥睨している。
イタリアン・レストランを有するこのテルメは、2006年秋に取り壊されたレオポルト・コッホ・バートに替わるものである。これは、バート・オルプ市の所有である。これを借りて運用しているのは、2005年に設立されたトスカーナワールド GmbH で、「東のトスカーナ」というスローガンの下、旧東ドイツに2つの新しいテルメ（テューリンゲン州バート・ズルツァとザクセン州バート・シャンダウ）をオープンさせた。この業者はクアハウス・ホテル・バート・オルプも経営している。

#### 教会
この街には 2つのカトリック教会、聖マルティン教会と聖ミヒャエル教会、および 1つのプロテスタント教会マルティン＝ルター教会がある。
聖マルティン教会は、ロマネスク様式の塔とゴシック様式の内陣を有する14世紀のホール式教会である。この教会は1983年のクリスマス休暇に完全に焼失した。1985年に復元再建された。
プロテスタント教会は簡素なネオゴシック建築で（1953年に改築され拡大された）、シュレージエン地方と東プロイセン地方に由来する2つの鐘を有している（17世紀から18世紀の鐘である）。これらは、いわゆる「ハンブルクの鐘墓場」で鋳つぶされるのを免れた鐘である。プロテスタントの小さな教会組織はルターの時代からバート・オルプに存在したが、20世紀に入る頃にやっと教会堂を建設するための権利上および経済上の前提条件を得ることができた。
聖ミヒャエル教会は、カッセル＝ヴィルヘルムスヘーエの建築家ヨハネス・ロイターによる新しい建築（1964年）である。大天使を描いた大きなレリーフを持つ六角形のホールで、光に満ちたコンクリート建築である。同じ建築様式のほっそりとした塔が付属している。

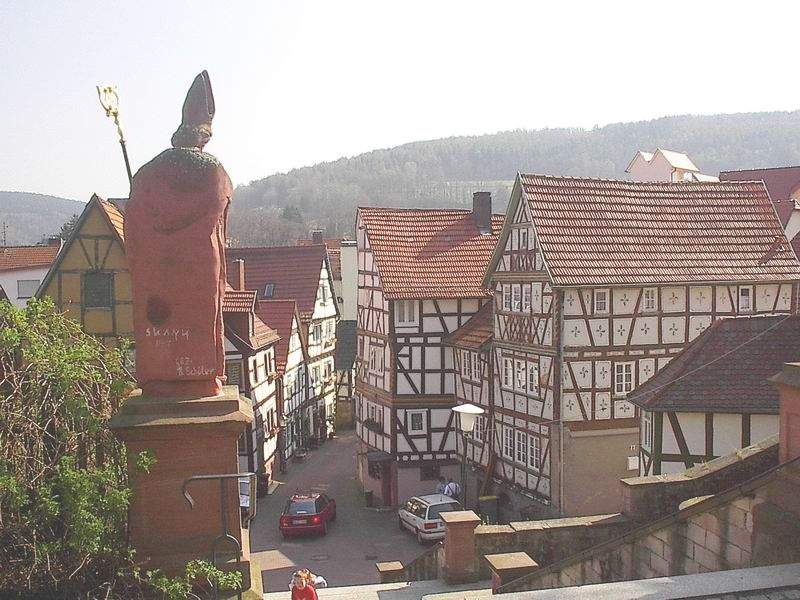
バート・オルプ旧市街

#### 木組みの家
バート・オルプの旧市街には、典型的なフランケン様式の木組み建築が建ち並んでいる。一番古いタイプの木組み建築は下層部が石造りのものである。たいていはより新しい建築部分と混じり合っている。主にキルヒガッセに木組み建築が集中している。
市壁内で特筆すべき建物に以下のものがある。
- ハウプト通り 28番地と 30番地の彫刻装飾が施された都市貴族の館（左側は 1607年建造）
- カナル通り 44番地（初めは、フーフナーゲルの小児科診療所であった）
- オーバートーア通り 4番地の「ズートプファンネ」。おそらくこの街で最も古い木組み建築で（昔は宿屋またはパン屋であった。1550年頃建造）、「ハウス・アルト・オルプ」とも呼ばれる。
- グレーテンバッハ通り 15番地の「ザルツグラーフェンハウス」（1695年）
- マルクト広場から伸びるキルヒガッセ沿いの建築群（17世紀から18世紀建造）。クラインステ・ハウス・ヘッセンス（直訳すると「ヘッセンで最も小さな家」。キルヒガッセ 2番地、狭い側の幅は 1.58 m しかない）は、芸術家ヘルムート・ヤーンが住んだ家である。彼は抽象的印象主義の主要な指導者で、州のガーデンショーやフランクフルト中央駅に掲げられた記念碑的な大作「アウゲンガルテン」（7 × 32 m）で知られている。

市壁の外では、
- マイスタースガッセのヘンカースハウス（1707年の銘、しかし中核部分はこれよりも古い）。おそらくは皮革加工職人か皮剥職人の家であった。
- ゲルヴァー地区のローミューレ（1831年）。

がある。市壁の外では、ヴェンデリヌスガッセのヴェンデリヌスの泉脇に旧宿屋のロールデネス・ラートもある。その外部装飾は古いものではなく、現在ここに住む古美術商によって制作されたものである。

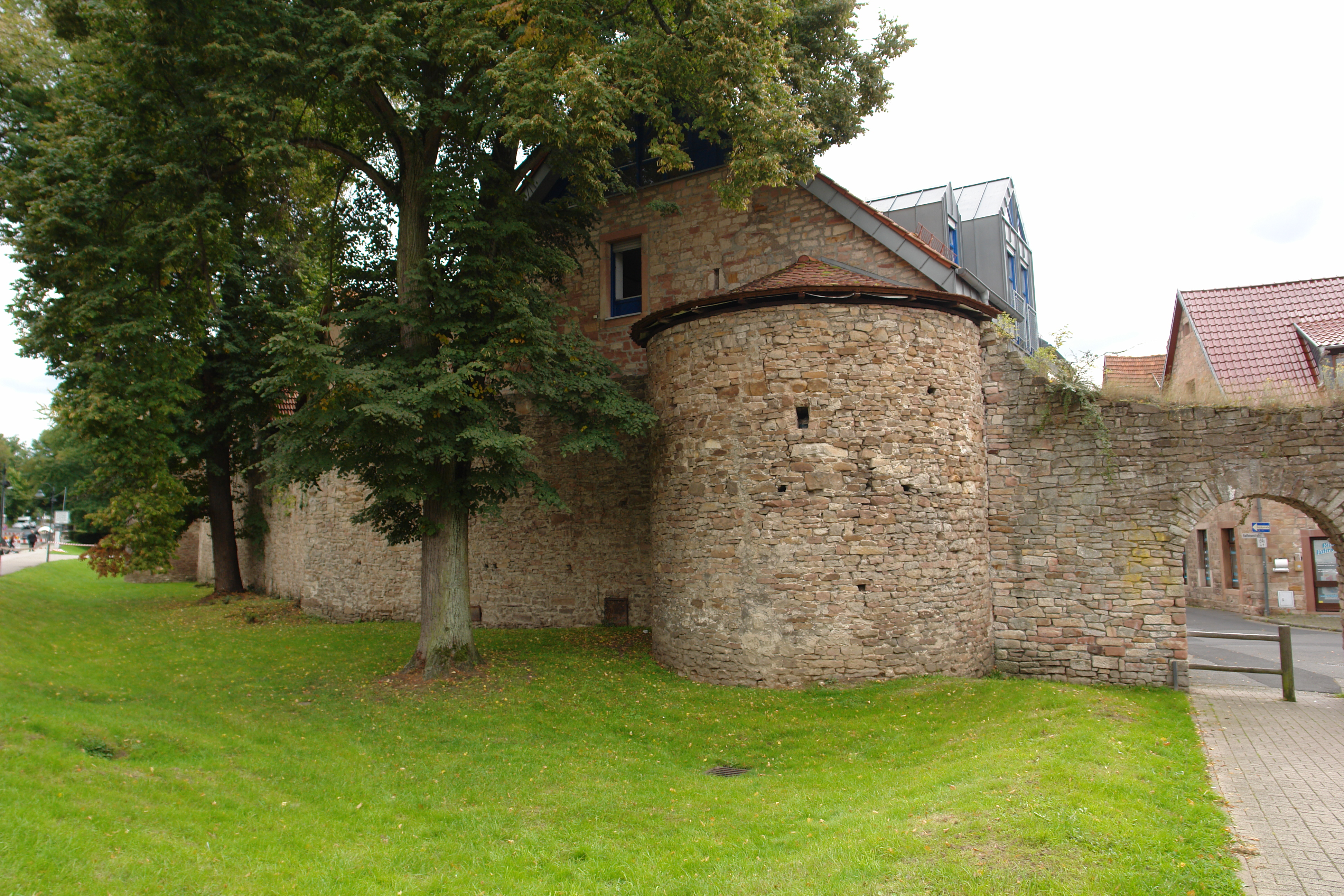
バート・オルプの市壁

#### 城と都市防衛施設
ミルヒリング家の古いバート・オルプ城から（おそらくは古い Orbaha城の中核部分）、1986年から1988年に宮殿（現在は博物館）が復元され、1981年から1982年には旧十分の一税倉庫が「ハウス・デス・ガスト」（催事場）として改築された。
13世紀後期の方形の見張り塔と市門のアーチを含む市壁の一部はフィリップ源泉およびルートヴィヒ源泉の近くが保存されている。市壁には、フッ素を含有した塩化ナトリウム・炭酸泉 (13 ℃、pH 6) の供給口があり、市の北にはもう一つの源泉（マルティン源泉）がある。市壁に面した2つの源泉のほこら（1959年および1961年建造）には泉が湧き出ているが、これは本物の鉱泉ではなく、真水（ただし引用不可）である。源泉は 70 m 以上の深さから汲み上げられる。
1838年の火災以降、防衛施設のうち城壁内側の通路、胸壁、11基の半円形の塔が取り壊された。火災後の家屋の再建の際、残存していた壁の遺構は納屋の建設資材となった。現在、こうした「納屋」の中には、芸術家のアトリエになったり、食堂になっているものもある。
かつて市壁を囲んでいた水堀は、その痕跡を見ることができるだけである。

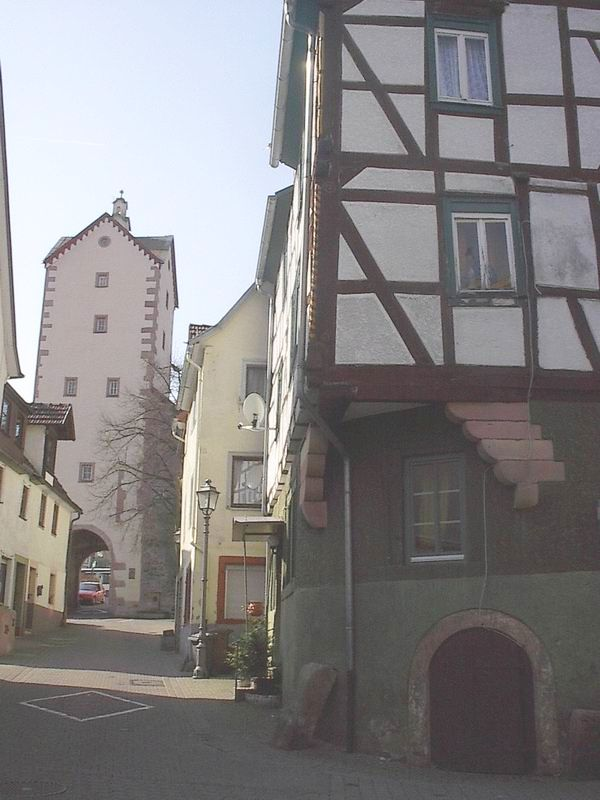
バート・オルプのオーバートーア

かつての 3つの市門のうち、オーバートーア（上の門）だけが現存している。ウンタートーア（下の門）とヨストーア（ヨス門）は取り壊された。ウンタートーアの代わりに、現在特殊鋼で造られたアーチと1988年に制作されたシュヴァルバッハの泉がある。

#### その他の建築
- かつて都市防衛施設の一部であった高さ 9 m の見張り塔は、293 m モルケンベルク山頂から街を見下ろしており、バート・オルプ越しにキンツィヒ川の谷まで、天気がよい日にはさらにフォーゲルスベルク山地のホーエンローツコプフまで望むことができる。この塔は、ペーター・フォン・オルプが捕らえられていた塔とされている。塔の前の「フックスシュタイン」と呼ばれる石がこの事を伝えている。
- 1925年/1926年に建設されたバート・オルプ駅の古い駅舎は文化記念物に指定されている。

### 公園

#### クアパーク
旧製塩所の枝条架装置の近くにクナイプ式水浴場を有するクアパークがある。この公園は1900年にイギリス式風景庭園の様式で造られ、フランクフルトのパルメンガルテンの造園家であるハインリヒ・ジースマイヤーが最後に構想した庭園である。市の南東 3.5 km の地点で湧出したオルプ川が公園内を流れている。このクアパークの東端にはテニスコート、ミニゴルフ場、屋外プール、遊技広場がある。さらにクアパークの南から東端には、ベジンヌインクスヴェクおよび神経・整形学リハビリセンター横のスクルプトゥーレンヴェク、キュッペルスミューレの小径といった遊歩道がある。キュッペルスミューレは17世紀に建造された水車小屋で、リハビリクリニックに改築・転用されている。
オルプ川上流の谷を通って自然学習路のクアプロメナーデが通っており、約 2 km で、動物が放し飼いにされているシュペッサルト猟獣園に至る。この道は全長 7 km のヨーロッパ文化遊歩道オルバー・ドームシュタインの一部でもある。この遊歩道は、製塩業に関する6つのポイントを廻る。

#### シュペッサルト猟獣園
歴史的な萌芽は19世紀にバイエルン政府によって植林されたオルプの市の森である。この森はすぐに豊かな森に成長した。1861年に裕福なフランクフルト市民がオルバー狩猟会を結成した。第一次世界大戦がこうした伝統を断ち切り、森は軍事演習施設のために伐採された。1934年に初めて猟獣園が設けられた。1937年に移設され、2002年にアカシカ、ダマジカ、ヨーロッパムフロンが放牧されて現在の形に近代化された。シュペッサルトに元から棲むアカシカの他にも、園内にはアジア由来のニホンジカ、ムフロン、ヨーロッパバイソンや、かつてのエーゼルヴェクを思い起こさせるロバが飼育されている。さらにヤギやウサギがいるシュトリヒェルツォーもある。園内には多くの散歩道や1軒のカフェもある。

### 自然文化財

#### マッドシュタイン

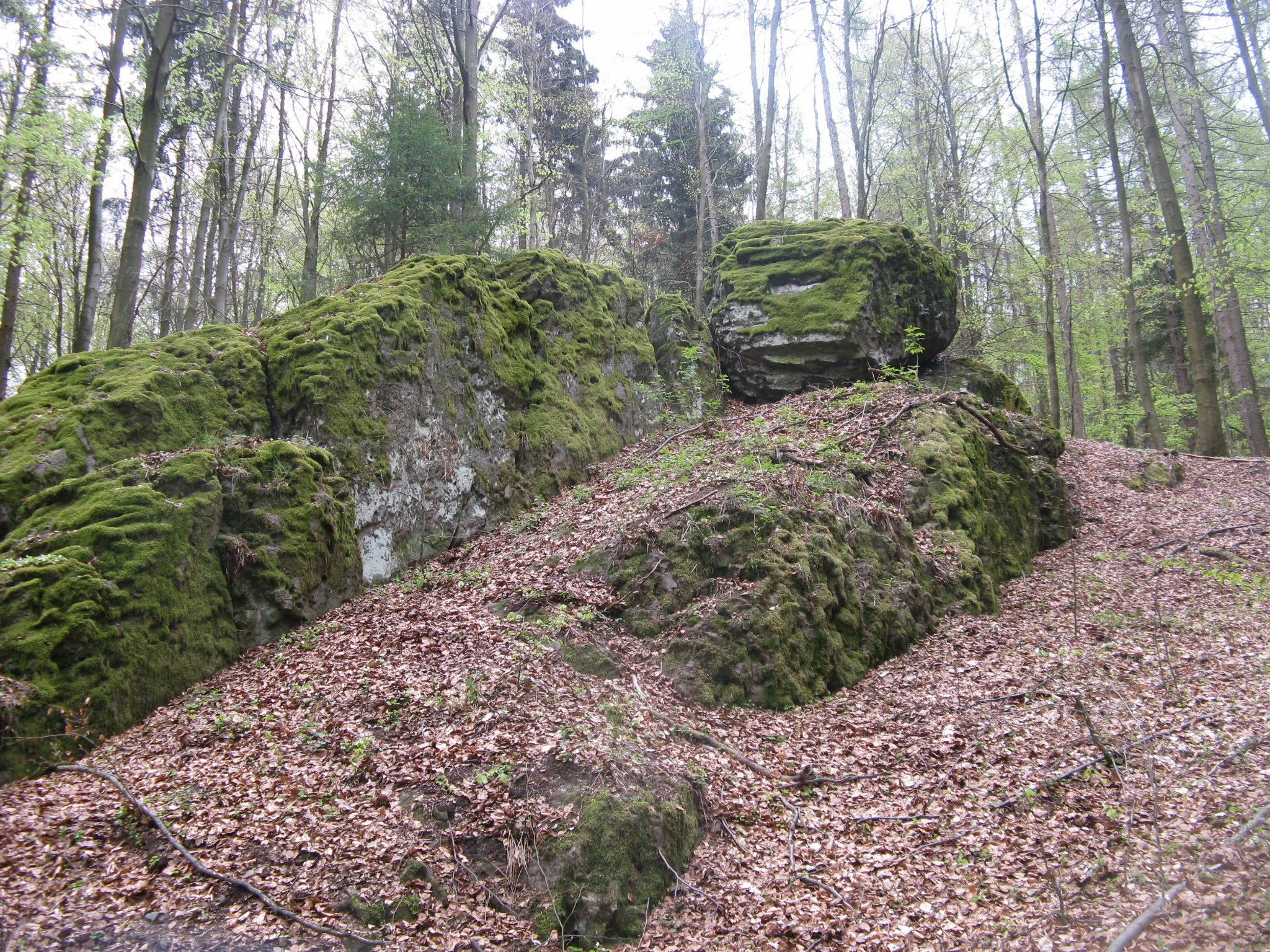
マッドシュタイン

バート・オルプの南東にあたるオルプ川の水源とゴルフ場、バイルシュタイン山の間にある森、いわゆるオルバー・ライジヒ内にマッドシュタインと呼ばれる苔生した玄武岩のブロックがある。これは地質学的にはバイルシュタイン山の地層が曲がったものである。
この岩を巡っては、中世のマクト・フローニにまつわる伝説が遺されている。彼女は、地主である教会管理人ハンス・リーマーの性的な干渉から身を守らなければならなかった。ある日、教会の財宝が盗まれ、フローニが捕らえられた。ハンス・リーマーは、教会泥棒として彼女を法廷に引き出し、死刑を求刑した。フローニは無罪であると訴えた。すると判事は次のように言った。「お前があの岩を（と言ってマッドシュタインを指して）動かすことができたら、判決を変えてやっても良い。」フローニは聖母マリアに祈った。すると彼女が力を入れるまでもなく、不思議な力で岩が動いた。これによって判事は神の判決を知り、彼女を放免した。一方、教会管理人は破門され、倒れ込んだ。彼はプロポーズを拒絶された腹いせに、自分で教会の財宝を盗み、フローニに罪を着せようとしたのだった。ハンス・リーマーは死刑を宣告された。

### スポーツ
バート・オルプには、体操クラブ（TV バート・オルプ）と社交クラブ（ヴィクトーリア e.V.、エーデルヴァイス e.V.）、釣りクラブ（ASV ペトリ・ハイル・バート・オルプ）、射撃クラブ（バート・オルプ射撃クラブ e.V.）、サッカークラブ（FSV 1921 バート・オルプ e.V.）、ケーゲルクラブ（ディー・ノインテーター）、チェスクラブ、自転車クラブ（ゲルマニア）、ドイツ人命救助協会、テコンドークラブ、ドッグスポーツクラブ、テニスクラブがある。バート・オルプ周辺には、サイクリング愛好家のための標識を備えたマウンテンバイクコースが整備されている。メインイベントは、9月に開催されるシュペッサルトチャレンジである。これは、市内ラン、マウンテンバイク、山中ランで構成されるデュアスロン大会である。ドイツのエリートアスリートがこの大会に参加する。
バート・オルプの約 5 - 7 km 南に、ゴルフクラブ・バート・オルプ/ヨスグルント e.V. の18ホールのゴルフ場がある。ここは、かつてのレトゲンブルン＝フィルバッハ爆撃演習場であった。

### 年中行事
クアパークのリヒターメーレ、裸足の小径のハイキング、芸術イベント「ディアローグ・デア・エレメンテ」、謝肉祭のパレード、聖マルティンのパレード、クリスマスマーケット、シュペッサルト・チャレンジ、復活祭のマーケット、教会開基祭、見張り塔でのヨハネスの火、といった年中行事が行われている。重要な祭としては、製塩所の遺構周辺で行われる10月3日の枝条架祭がある。枝条架祭と教会開基祭の日曜日には、オートバイや自動車の100年間のクラシックカーによる走行が行われる。2011年5月には第1回の園芸・食通の日「ラ・ヴィラ・コッタ」が開催された。このイベントでは、クアパークで約100人の出品者による園芸と美食の紹介がなされた。
この他に、数十年前から、大規模で全国的な医学会が開催される。たとえば、小児科学会大会、ホームドクター「プラクティカ」の年次集会（主催者はホームドクター卒後学習研究会 (IhF)）や、シュペッサルト医師会 eG. が組織するシュペッサルトおよびキンツィヒタールの健康会議などである。
音楽のメインイベントは、2年毎に開催されるユーゲント・ヨーロッパの国際吹奏楽祭である。この音楽祭は、偶数年の9月の第2週末に開催される。2006年には6カ国から20団体で約1000人の演奏者が、2012年には37団体で1300人以上の演奏者が参加した。

## 経済と社会資本

### 経済
歴史上重要な経済ファクターである製塩業は、1899年に完全に廃止され、療養産業に置き換えられた。クアパークの施設を建設するために旧製塩所の敷地にあった枝条架装置は一部を除いて取り壊された。
現在（2012年）では、健康産業や療養産業（病院、リハビリセンター、診療、治療体操）の他、観光業（ホテル、ペンション、レストラン、小売業、サービス業）が主要な産業となっている。療養産業の運営部門によれば、職場の 70 % がこの分野に関係している。
千年紀前後の、特に最新の温泉施設の不足による危機の後、市は2010年に「トスカーナ＝テルメ」をオープンし、経済的な上昇を果たしつつある。さらに、一連の文化的活動や行事が開催されている。
こうした動きと並行して、伝統産業も保存されている。ローカルな産品の一つが「バート・オルバー・ゾルシンケン」である。これは、モモ肉を特許の製法によってブナ材で燻製にした後、名産の塩で塩漬けにしたものである。

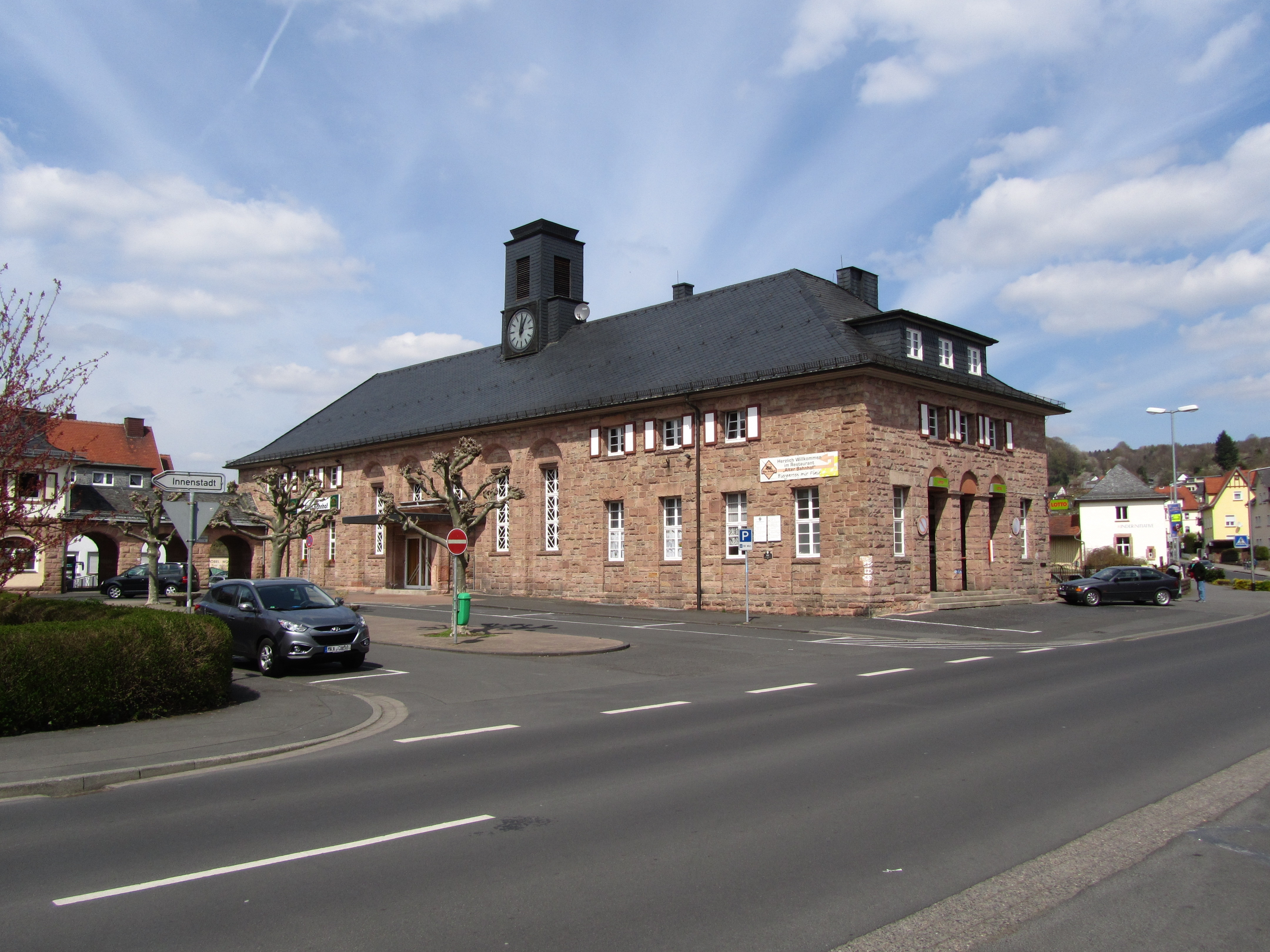
旧バート・オルプ駅

### 交通
標準軌の鉄道路線であったバート・オルバー・クラインバーンは、1955年の事故の後廃止された。2001年以降、夏期の日曜日と祝日に蒸気機関車「エマ」号が運行されている。バス路線81系統と84系統が通年運行されており、バート・ゾーデン＝ザルミュンスター、フレールスバッハタール、ヨスグルント、ヴェヒタースバッハとを結んでいる。これらの路線はライン＝マイン交通連盟に加盟している。
道路交通は、連邦道 B276号線から分岐する州道 L3199号線によっている。
バート・ゾーデンへの遊歩道が、わずか数 km しか離れていない、やはり塩泉を利用した2つの街のクアパーク同士を結んでいる。この 2つの街は歴史的には別の領土に属し、それぞれに歴史的発展を見た街である。現在、2つの療養地はそれぞれのキャラクターを呈している。
バート・オルプとザルミュンスターとの間の小山（グローセ・クッペ）の上に、18世紀のマインツ選帝侯領とフルダ修道院領との境界を示す数多くの境界石が点在するグレンツシュタインヴァンダーヴェク（直訳すると「境界石遊歩道」）がある。この境界は19世紀にはバイエルン王国とヘッセン選帝侯領との境界に引き継がれた。（現在のバイエルン州とヘッセン州との境界は異なっている。）さらに1787年までは、第三の勢力として、アウフェナウ、ノイドルフ、キンツィヒハウゼンを含むフォルストマイスター・フォン・ゲルンハウゼン家の小さな領域があった。遊歩道の出発点にある駐車場は、このため「ドライレンダーエック」（直訳すると「3つの国の角」）と呼ばれる。

#### メディア
バート・オルプでは、公共のお知らせや市に関する報告が掲載された市報「バート・オルプ・ブレトヒェ」が出版されている。

## 人物

### 出身者
- グレゴール・クラウス（1841年 - 1915年）植物学者、大学教授。微気候学の創始者。

### ゆかりの人物
- ヨハネス・カップ（1929年 - ）フルダ司教区の補佐司教。バート・オルプで助任司祭、主任司祭、首席司祭を務めた。

## 引用
1. ↑  Hessisches Statistisches Landesamt: Bevölkerung in Hessen am 31.12.2023 (Landkreise, kreisfreie Städte und Gemeinden, Einwohnerzahlen auf Grundlage des Zensus 2011)]
2. ↑  Max Mangold, ed (2005). Duden, Aussprachewörterbuch (6 ed.). Dudenverl. pp. 181, 600. ISBN 978-3-411-04066-7
3. ↑  フックスシュタインまたはペーター・フォン・オルプの伝説 www.sagen.at （2012年10月6日閲覧）
4. ↑  2011年3月27日の市議会議員選挙結果、ヘッセン州統計局（2012年10月6日 閲覧）
5. ↑  Freunde des Bad Orber Gradierwerks e.V.（2012年10月8日 閲覧）
6. ↑  Jörg Anderson: Sole und Sound In: Frankfurter Rundschau 2010年4月29日付け
7. ↑  Zur Burg siehe Schlösser, Burgen, alte Mauern. Herausgegeben vom Hessendienst der Staatskanzlei, Wiesbaden 1990, pp. 29 -. ISBN 3-89214-017-0.
8. ↑  Frankfurter Allgemeine Zeitung （2010年4月30日付け）